# Секст Педуцей (трибун)
Секст Педуцей (Sextus Peducaeus) e политик на Римската република през края на 2 век пр.н.е. Произлиза от фамилията Педуцеи.
През 113 пр.н.е. той е народен трибун.
Консули тази година са Гай Цецилий Метел Капрарий и Гней Папирий Карбон.
Секст Педуцей дава задачата-декрет на Луций Касий Лонгин Равила да води процес против весталките Лициния и Марция.